# 5 noiembrie
ianuarie • februarie • martie  • aprilie  • mai  • iunie  • iulie  • august  • septembrie  • octombrie  • noiembrie  • decembrie
5 noiembrie este a 309-a zi a calendarului gregorian și a 310-a zi în anii bisecți. Mai sunt 56 de zile până la sfârșitul anului.

## Evenimente

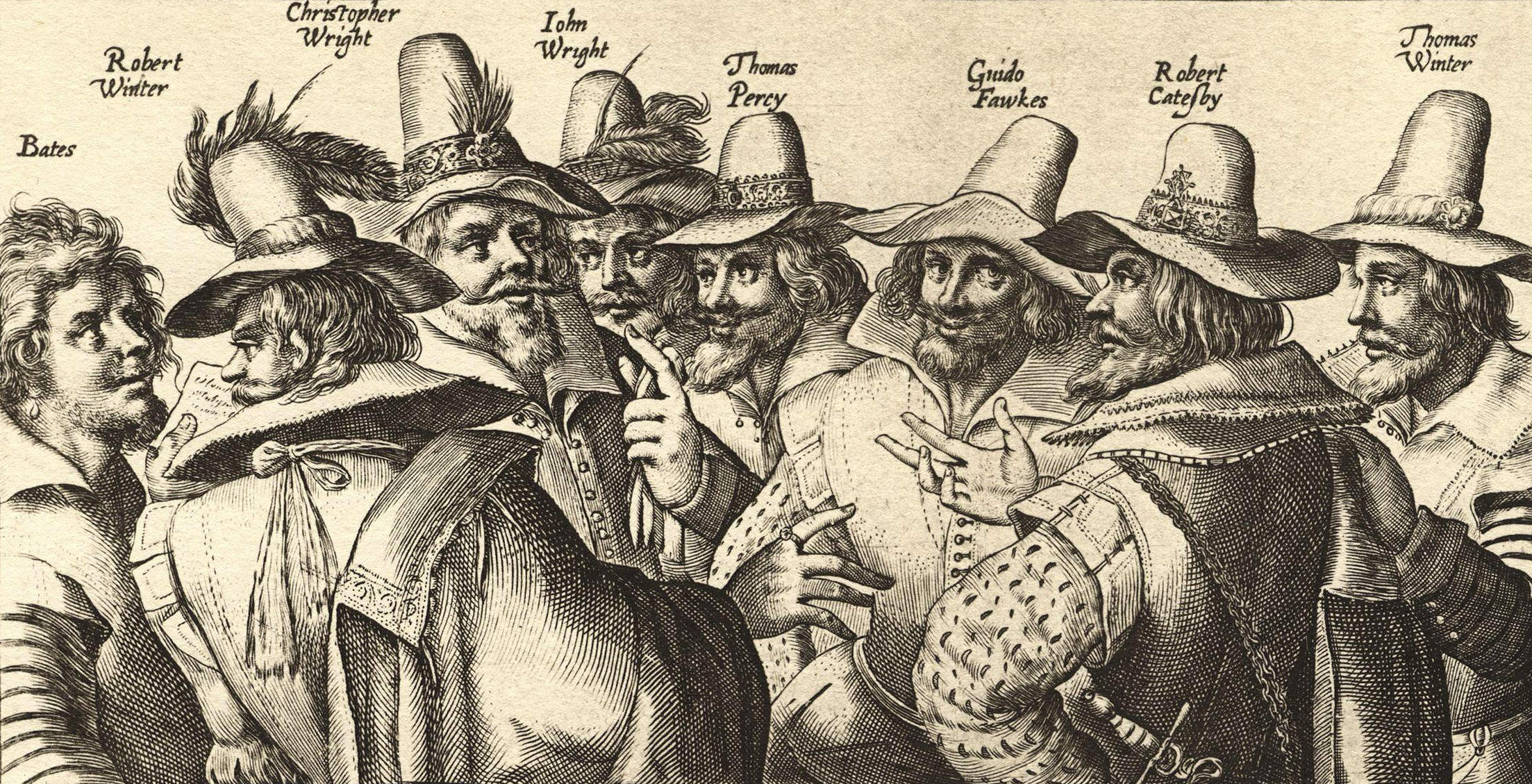
1605: „Complotul prafului de pușcă”. Guy Fawkes, un catolic englez, și co-conspiratorii săi (foto) sunt arestați în timp ce încearcă să arunce în aer Parlamentul englez pentru a-l ucide pe regele protestant Iacob I, familia sa, guvernul și toți parlamentarii.

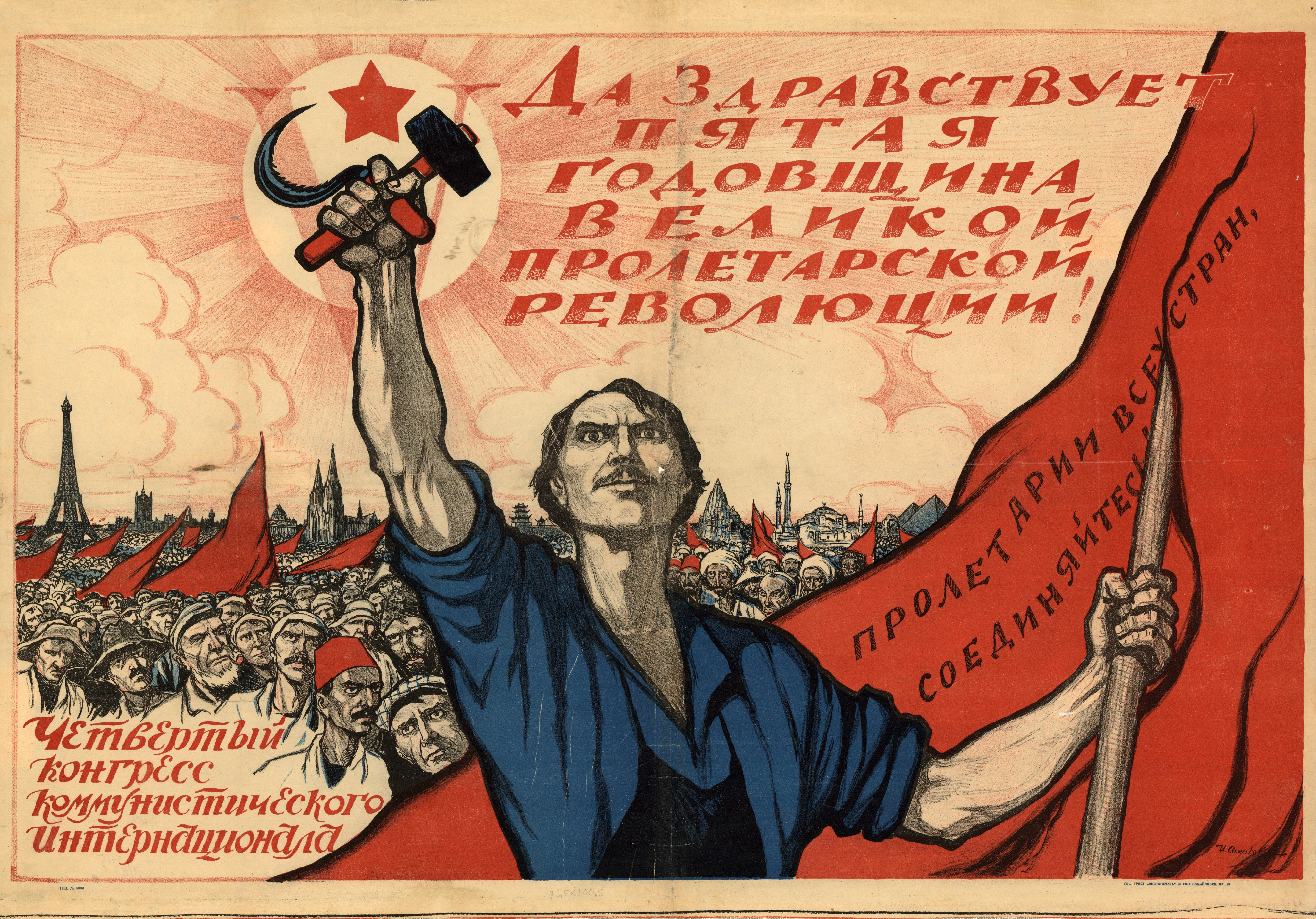
Poster comemorativ al celui de-al IV-lea Congres al Cominternului.

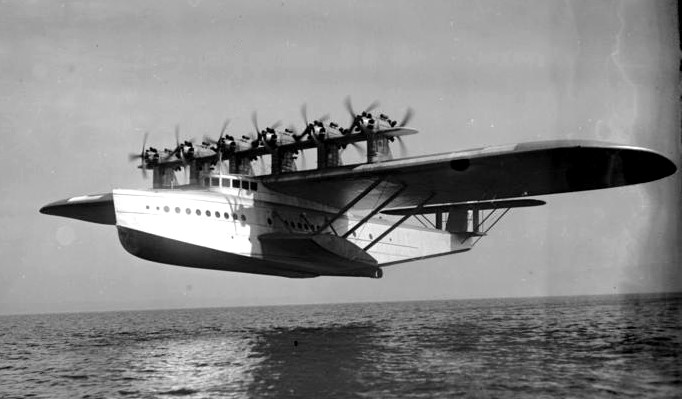
1930: Aparatul german Dornier Do X, cel mai mare, mai greu și mai puternic hidroavion din lume la acea dată, pornește de la Lacul Constanța în primul său zbor de promovare spre Amsterdam.

- 1370: Cazimir cel Mare, regele Poloniei din 1333, moare la Cracovia. Succesorul său este nepotul său de soră, Ludovic cel Mare.
- 1556: Bayram Khan iese învingător din cea de-a doua bătălie de la Panipat și restabilește puterea mogulilor în India.
- 1605: „Complotul prafului de pușcă”. Guy Fawkes, un catolic englez, și co-conspiratorii săi sunt arestați în timp ce încearcă să arunce în aer Parlamentul englez pentru a-l ucide pe regele protestant Iacob I, familia sa, guvernul și toți parlamentarii.
- 1720: Tratatul de pace de la Constantinopol ("Pace Veșnică") între Rusia și Imperiul Otoman; confirmarea tratatului încheiat la Adrianopol la 13 iunie 1713.
- 1757: Războiul de Șapte Ani: Frederic cel Mare învinge armatele aliate ale Franței și Sfântului Imperiu Roman în Bătălia de la Rossbach.
- 1838: Honduras își declară independența deplină față de Provinciile Unite ale Americii Centrale.
- 1912: Woodrow Wilson este ales al 28-lea președinte al Statelor Unite, învingându-l pe președintele în funcție William Howard Taft.
- 1913: Ludwig al III-lea este proclamat rege al Bavariei, după o modificare constituțională. Țara are temporar doi regi, deoarece predecesorul său, bolnav mintal, Otto al Bavariei, rămâne și el conducător până la moartea sa.
- 1914: Primul Război Mondial: Marea Britanie a anexat insula Cipru, care făcuse parte din Imperiul Otoman, și a declarat război Puterilor Centrale în aceeași zi.
- 1922: Începe Congresul al IV-lea al Internaționalei Comuniste la Petrograd.[1] Vor participa în total 343 de delegați din 58 de țări.
- 1930: Aparatul german Dornier Do X, cel mai mare, mai greu și mai puternic hidroavion din lume la acea dată, pornește de la Lacul Constanța în primul său zbor de promovare spre Amsterdam.
- 1940: Democratul Franklin D. Roosevelt este ales în funcția de președinte pentru o a treia legislatură, fapt unic în istoria Statelor Unite.
- 1968: La alegerile prezidențiale din SUA, republicanul Richard Nixon este ales cu 0,7% avantaj față de concurentul său democratic Hubert H. Humphrey în funcția de președinte al SUA.
- 1970: La Vatican a fost introdus serviciul divin în limba națională a fiecărei comunități catolice.
- 1980: Helmut Schmidt este ales cancelar pentru al treilea mandat de către Bundestag-ul german.
- 1994: Pugilistul George Foreman în vârstă de 45 de ani, a devenit cel mai în vârstă campion la categoria grea a WBA (World Boxing Association).
- 1996: Bill Clinton este reales președinte al Statelor Unite.
- 2003: Radio Contact își schimbă numele și echipa și devine Kiss FM.
- 2006: Saddam Hussein, fostul președinte al Irakului, și co-inculpații Barzan Ibrahim al-Tikriti și Awad Hamed al-Bandar, sunt condamnați la moarte în procesul pentru rolul lor în masacrul a 148 de musulmani șiiți din 1982.
- 2013: India lansează Mars Orbiter Mission, prima sa sondă spațială interplanetară.
- 2018: Potrivit NASA, nava spațială Voyager 2 ajunge în heliopauza Sistemului Solar și avansează în spațiul interstelar.
- 2021: România a depășit 50.000 de decese cauzate de virusul SARS-CoV-2 de la începutul pandemiei.[2]

## Nașteri
- 1494: Hans Sachs, poet german (d. 1576)
- 1615: Ibrahim I al Imperiului Otoman (d. 1648)
- 1763: Zacarías González Velázquez, pictor spaniol (d. 1834)
- 1773: Prințul Louis Carol al Prusiei (d. 1796)
- 1837: Arnold Janssen, preot misionar (d. 1909)
- 1846: Joseph Apoux, pictor francez (d. 1910)
- 1854: Paul Sabatier, chimist francez (d. 1941)
- 1855: Eugene V. Debs, politician socialist american (d. 1926)
- 1864: Hilda de Nassau, Mare Ducesă de Baden  (d. 1952)
- 1871: Husik Zohrabian, episcop al Bisericii Armene din România (d. 1942)
- 1876: Raymond Duchamp-Villon, sculptor francez (d. 1918)

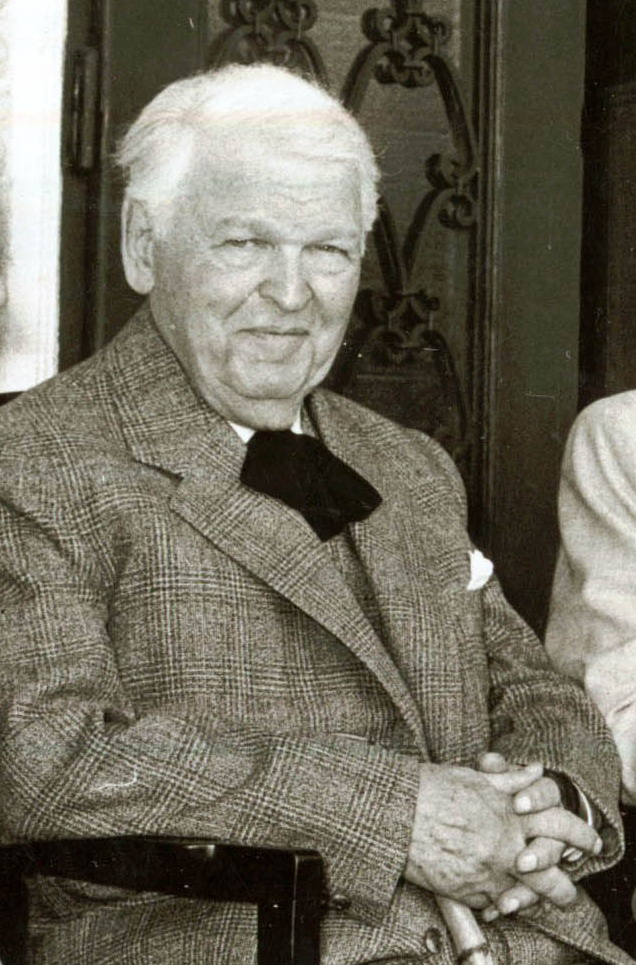
Mihail Sadoveanu, scriitor român
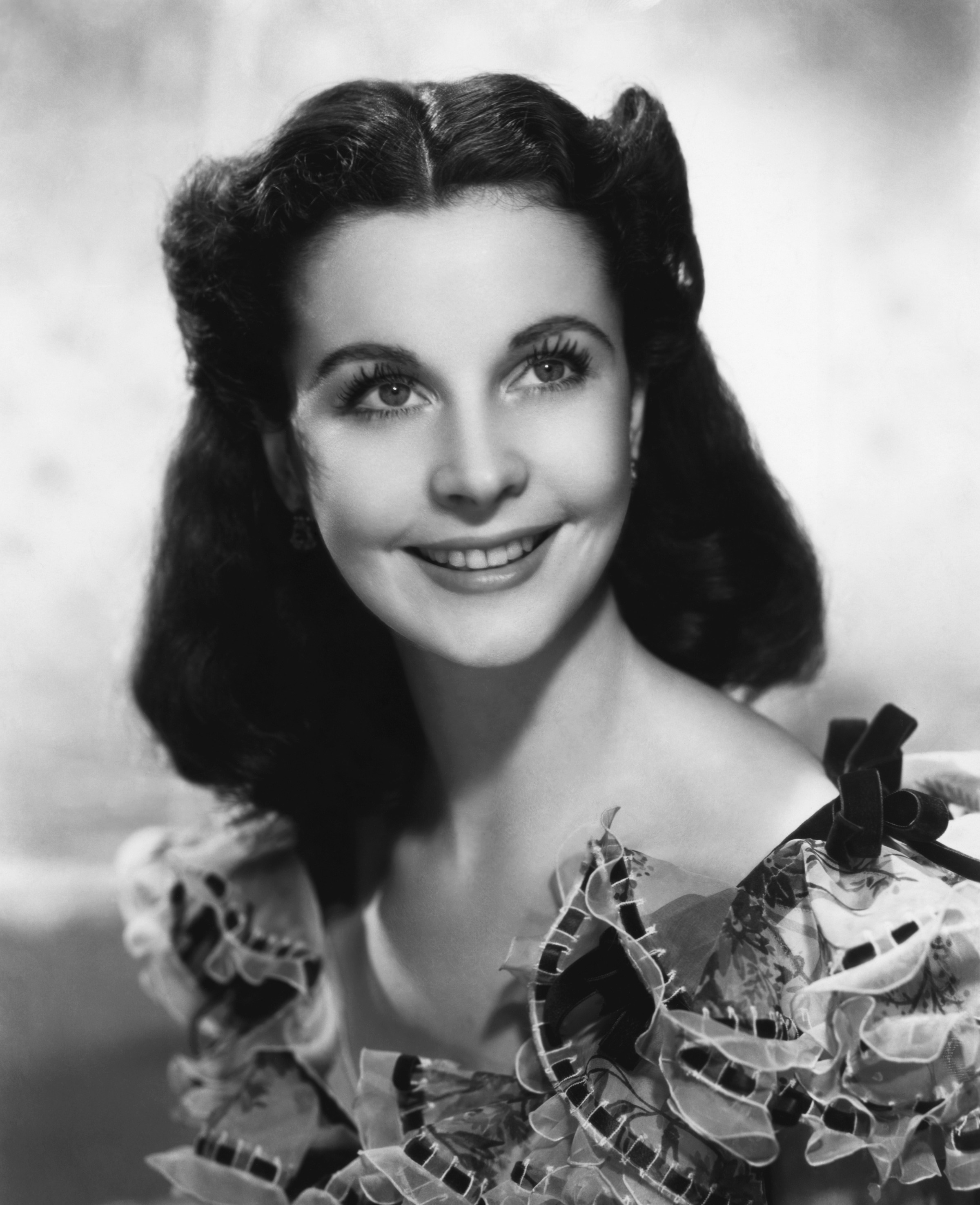
Vivien Leigh, actriță engleză
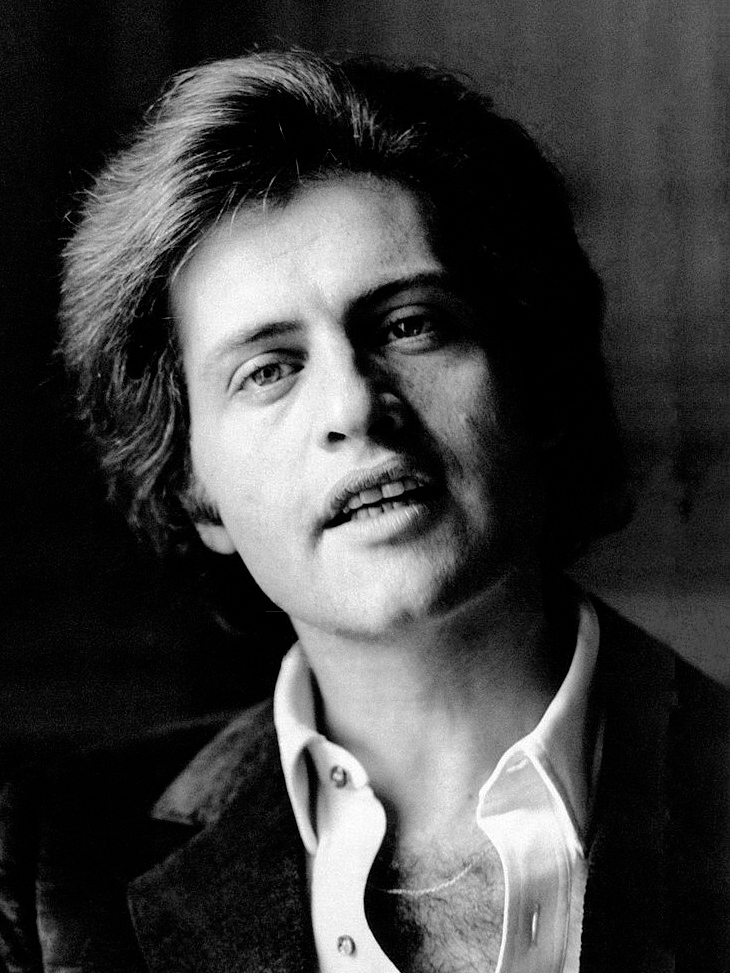
Joe Dassin, cântăreț francez

- 1880: Mihail Sadoveanu, scriitor român (d. 1961)
- 1892: J. B. S. Haldane, genetician englez (d. 1964)
- 1895: Walter Gieseking, pianist german (d. 1956)
- 1905: Joel McCrea, actor american (d. 1956)
- 1911: Roy Rogers, actor și cântăreț american (d. 1998)
- 1913: Vivien Leigh, actriță engleză (d. 1967)
- 1916: Madeleine Robinson, actriță franceză (d. 2004)
- 1917: Jacqueline Auriol, aviatoare franceză (d. 2000)
- 1919: Félix Gaillard, politician francez (d. 1970)
- 1920: Douglass North, economist american, laureat Nobel (d. 2015)
- 1921: Prințesa Fawzia a Egiptului (d. 2013)
- 1921: György Cziffra, pianist maghiar (d. 1994)
- 1923: Rudolf Augstein, publicist german, fondatorul revistei Der Spiegel (d. 2002)
- 1931: Charles Taylor, filozof canadian
- 1935: Radu Selejan, scriitor român (d. 2000)
- 1936: Uwe Seeler, jucător și antrenor german de fotbal (d. 2022)
- 1937: Harris Yulin, actor american
- 1938: Joe Dassin, cântăreț francez (d. 1980)
- 1938: César Luis Menotti, fotbalist și antrenor argentinian (d. 2024)
- 1940: Giulio Paolini, artist plastic italian
- 1941: Art Garfunkel, cântăreț american
- 1942: Mihai Sin, scriitor român (d. 2014)
- 1943: Sam Shepard, dramaturg american
- 1944: Onufrie Berezovski, mitropolit ucrainean
- 1945: Cynthia A. Pratt, politiciană din Bahamas, al 12-lea guvernator general al Bahamasului din 2023
- 1948: William D. Phillips, fizician american
- 1952: Oleg Blohin, fotbalist ucrainean
- 1952: Vandana Shiva, fiziciană și filozof indian
- 1953: Nicolae Grădinaru, politician român
- 1953: Andras Levente Fekete Szabó, inginer român

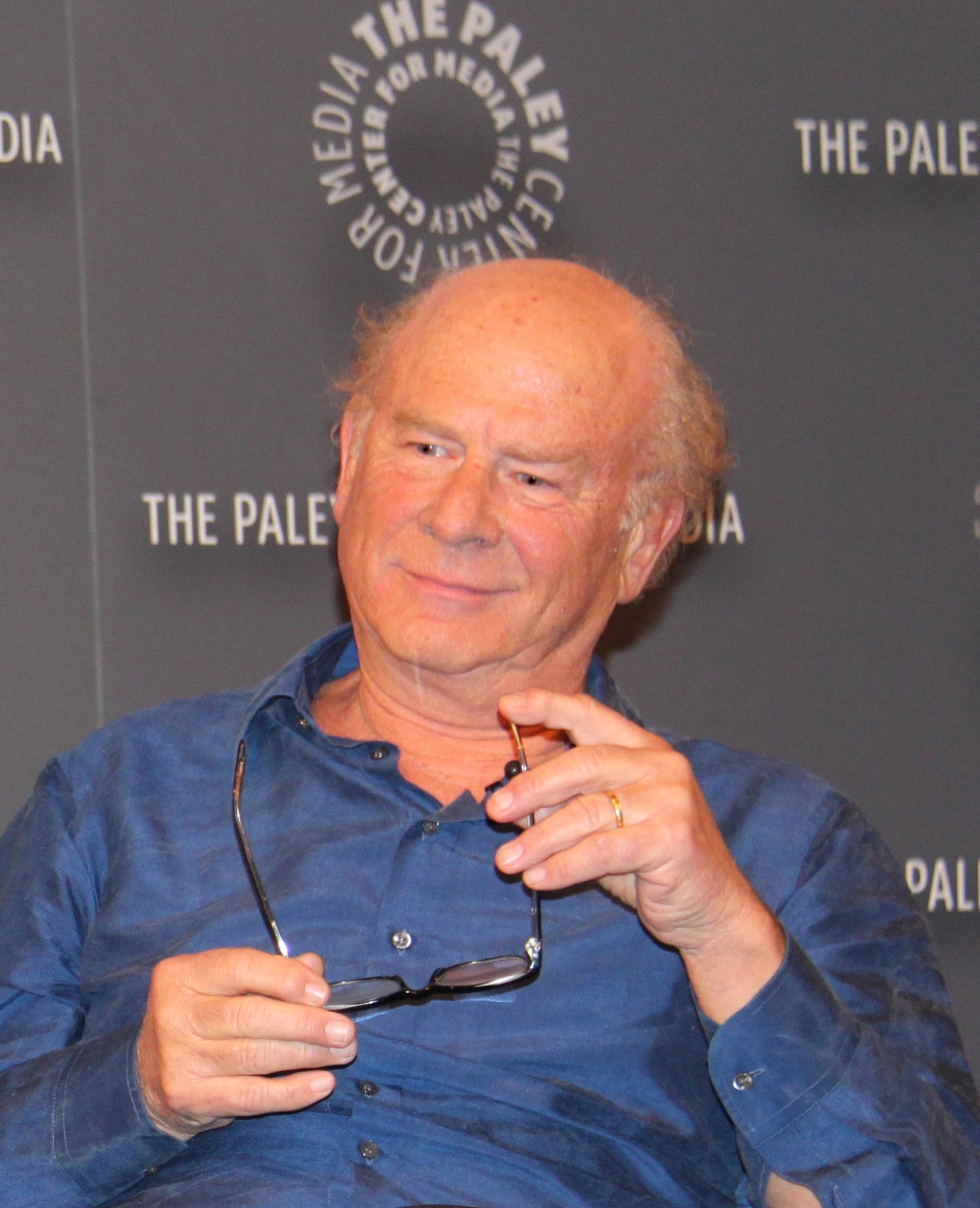
Art Garfunkel, cântăreț american
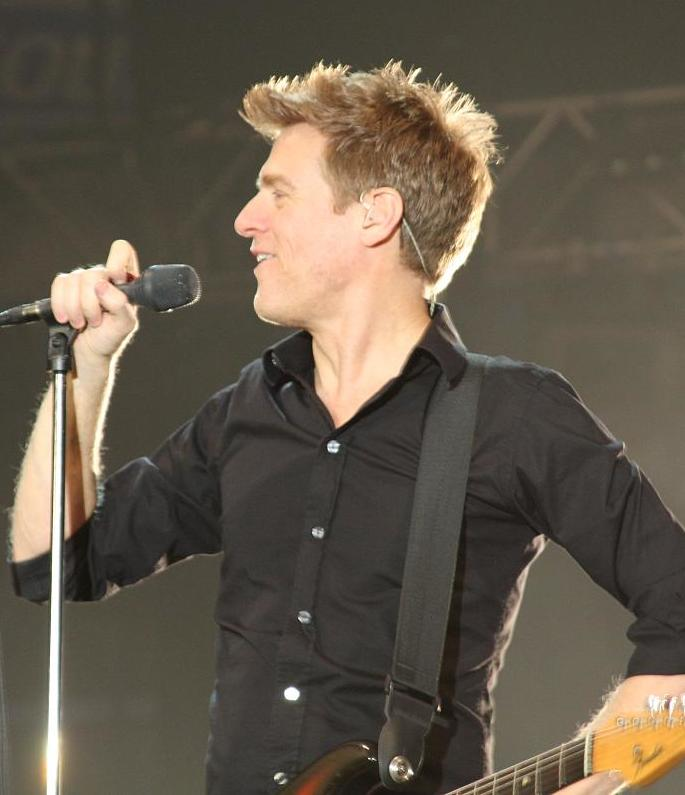
Bryan Adams, muzician rock canadian
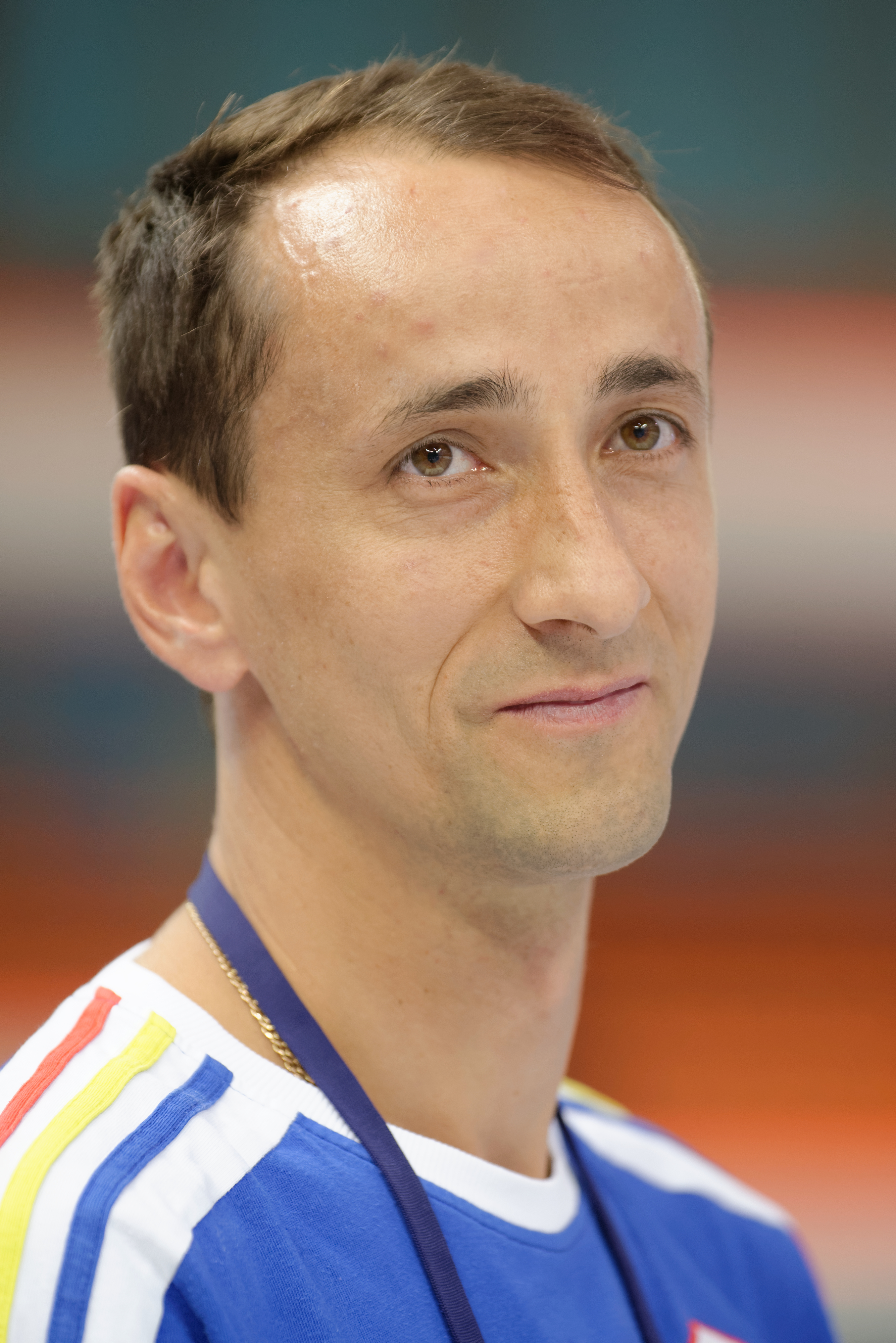
Mihai Covaliu, scrimer român, campion olimpic

- 1954: Alejandro Sabella, jucător și antrenor argentinian de fotbal (d. 2020)
- 1955: Kris Jenner, personalitate americană de televiziune
- 1958: Robert Patrick, actor american
- 1959: Bryan Adams, muzician rock canadian
- 1960: Tilda Swinton, actriță scoțiană
- 1963: Tatum O'Neal, actriță americană
- 1964: Famke Janssen, actriță olandeză și model
- 1966: Nicola, cântăreață română
- 1968: Ion Vlădoiu, fotbalist român
- 1974: Angela Gossow, cântăreață suedeză (Arch Enemy)
- 1974: Dado Pršo, fotbalist croat
- 1977: Mihai Covaliu, scrimer român, campion olimpic la Sydney 2000
- 1980: Christoph Metzelder, fotbalist german
- 1986: Kasper Schmeichel, fotbalist danez
- 1987: Kevin Jonas, actor și muzician britanic (Jonas Brothers)
- 1988: Yannick Borel, scrimer francez
- 1990: Peer Borsky, scrimer elvețian
- 1992: Marco Verratti, fotbalist italian
- 2000: Laura Engelmann, Fotomodel

## Decese
- 1327: Iacob al II-lea de Aragon (n. 1267)
- 1370: Regele Cazimir al III-lea al Poloniei (n. 1310)
- 1515: Mariotto Albertinelli, pictor italian (n. 1474)
- 1714: Bernardino Ramazzini, medic italian (n. 1633)
- 1736: Claude-Guy Hallé, pictor francez (n. 1652)
- 1828: Maria Feodorovna, a doua soție a Țarului Pavel I al Rusiei (n. 1759)
- 1879: James Clerk Maxwell, fizician englez (n. 1831)
- 1930: Christiaan Eijkman, medic danez care a descoperit cauzele îmbolnăvirii de beriberi (n.  1858)
- 1943: Bernhard Lichtenberg, fericit catolic, victimă a regimului nazist, drept între popoare (n. 1875)
- 1955: Maurice Utrillo, pictor francez (n. 1883)
- 1956: Maria Filotti, actriță și directoare de teatru din România (n. 1883)

James Clerk Maxwell, fizician englez
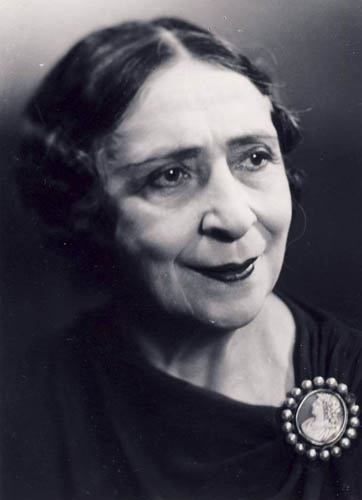
Maria Filotti, actriță română
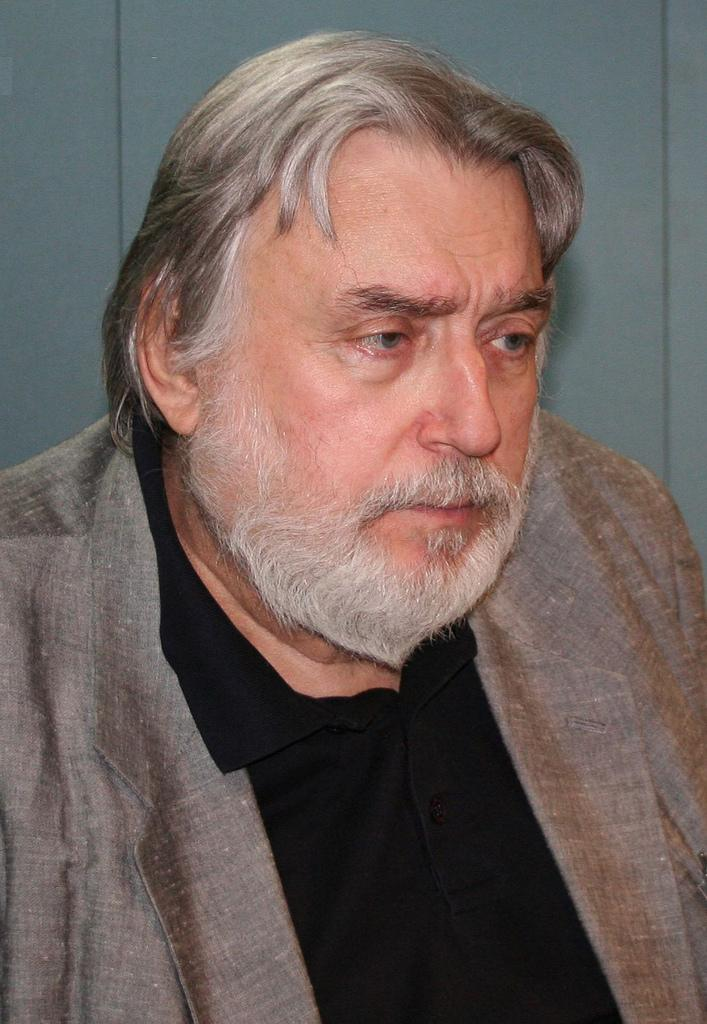
Adrian Păunescu, poet român

- 1960: Ward Bond, actor american (n. 1903)
- 1972: Reginald Owen, actor britanic (n. 1887)
- 1979: Lucia Bălăcescu Demetriade, pictor, grafician și cronicar plastic român (n. 1895)
- 1982: Jacques Tati, regizor, actor, scenarist și producător francez de film (n. 1907)
- 1984: Ștefan Bârsănescu, pedagog și eseist român, membru corespondent al Academiei Române (n. 1895)
- 1989: Vladimir Horowitz, pianist rus (n. 1903)
- 1992: Jan Hendrick Oort, astronom neerlandez (n. 1900)
- 1997: Isaiah Berlin, filosof politic englez (n. 1909)
- 1999: Radu G. Țeposu, critic literar, eseist și cronicar literar român (n. 1954)
- 2005: Link Wray, muzician american (n. 1929)
- 2005: John Fowles, scriitor englez (n. 1926)
- 2006: Bülent Ecevit, om politic turc (n. 1925)
- 2007: Ion Pavalache, dirijor român (n. 1927)
- 2010: Adrian Păunescu, poet, prozator, jurnalist, politician român, membru de onoare al Academiei de Științe a Republicii Moldova (n. 1943)
- 2010: Jill Clayburgh, actriță americană (n. 1944)
- 2018: Alexandru Vișinescu, torționar comunist român (n. 1925)
- 2022: Aaron Carter, cântăreț american de muzică pop (n. 1987)

## Sărbători
- În calendarul roman universal - Sfântul Emeric

- Marea Britanie - Complotul prafului de pușcă